# روح‌القدس
روح‌القُدُس یا جان پاک واژه و مفهومی است که در ادیان ابراهیمی همانند یهودیت، مسیحیت، اسلام و همچنین در بهائیت از آن یاد شده‌است.

## روح القدس دریهودیت
روخ قدش (به عبری: ٖٖרוח הקודש) عبارتی است که در عهد عتیق و نوشته‌های یهودی برای اشاره به روح یهوه بکار رفته‌است. روح القدس در یهودیت به جنبه الهی نبوت و خرد اشاره دارد. همچنین به نیروی الهی کیفیت و تأثیر خدا بر جهان و آفریده هاش اشاره می‌کند.

## روح القدس درمسیحیت
بر اساس آیه دوم و سوم فصل اول کتاب پیدایش، روح خدا (روح القدس) به همراه خدای پدر و کلام زنده خدا (مسیح) در زمان پیدایش هستی حضور داشته‌اند و هر سه یک ذات هستند و لذا روح‌القُدُس به همین ترتیب شخصیت سوم تثلیث و خدا است. مسیحیان اعتقاد دارند که خدا در ذات خود واحد است، اما در عین حال، در عین ذات واحد، در سه شخصیت وجود دارد که هر سه کاملاً خدا هستند.

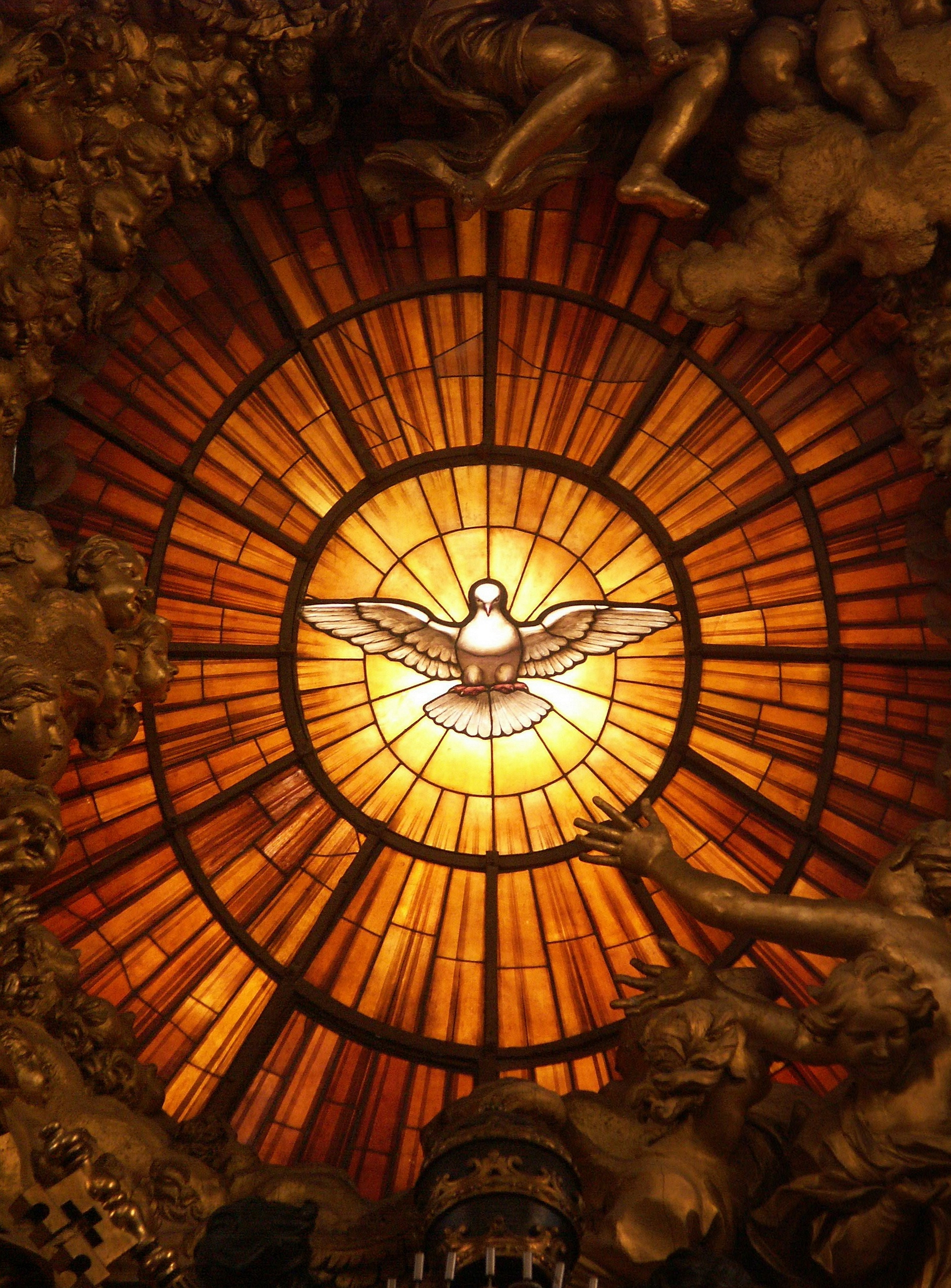
کبوتر سفید، نمادی از روح‌القدس در مسیحیت

در نمادشناسی مسیحیت دو نماد از عهد جدید روح‌القدس در ارتباط هستند: یکی کبوتر سفید (بر اساس روایت نزول روح‌القدس به شکل کبوتر در زمان غسل تعمیدی مسیح در رود اردن) و دیگری «زبانه‌های آتش» (بر اساس روایت نزول روح‌القدس بر حواریون مسیح در عید پنجاهه به شکل زبانه‌های آتش).

## روح القدس دراسلام
در اسلام، روح القدس یکی از فرشتگان مقرب است که در قرآن به عنوان فرشته وحی یا همان جبرئیل نام برده شده‌است. (بنابر یکی از تفاسیر) البته القاب دیگری نیز برای او به کار برده شده‌است، مانند: روح‌الامین، شدیدالقوی، ذومره، امین وحی، و مسئول عالم ذر. البته مفسرینی نیز روح‌القدس را جُدایِ جبرئیل، امین دانسته‌اند و وی را مسئول وحی در تمام سطوح (زنبور عسل و…) دانسته‌اند.